# Cesare Bernasconi
Cesare Bernasconi (* 11. Mai 1819 in Chiasso; † 7. April 1864 in Riva San Vitale) war ein Schweizer Politiker. Von 1855 bis 1860 gehörte er dem Nationalrat an.

## Biografie
Der Sohn eines Grundbesitzers absolvierte das Kollegium der Serviten in Mendrisio. Später erwarb er in Modena das Handelsdiplom und war als Kaufmann tätig. Gemeinsam mit seinem jüngeren Bruder Costantino Bernasconi (späterer National- und Ständerat) beteiligte er sich an der Konzession der Eisenbahnlinie zwischen Chiasso und Bellinzona, die schliesslich von der Gotthardbahn-Gesellschaft verwirklicht wurde. Bernasconi hatte im Militär den Rang eines Oberstleutnants; während des Risorgimento war sein Haus ein Treffpunkt zahlreicher italienischer Flüchtlinge.
Bernasconi stand auf der Seite der Radikalliberalen und wurde 1848 in den Grossen Rat des Kantons Tessin gewählt. Bei den Nationalratswahlen 1854 unterlag er knapp, doch die Radikalen fochten die Ergebnisse im ganzen Kanton Tessin an, worauf die Bundesversammlung eine Wahlwiederholung anordnete. Diese fand im März 1855 statt, worauf Bernasconi für den Wahlkreis Tessin-Süd in den Nationalrat einzog. Nach fünf Jahren trat er zurück, Grossrat blieb er bis 1861. Von 1862 bis 1864 gehörte er dem Verwaltungsrat der Tessiner Kantonalbank an.